# Orbital Sciences Corporation
Orbital Sciences Corporation (OSC, aunque comúnmente se conoce como Orbital) es una empresa estadounidense que se especializa en la fabricación y lanzamiento de satélites. Su Launch Systems Group está muy involucrado con los sistemas de lanzamiento de misiles de defensa. Orbital anteriormente propiedad ORBIMAGE (ahora GeoEye) y la línea de Magellan de receptores GPS, aunque ahora son despojados (este último a Thales). Bolsa de Nueva York bajo el símbolo de Orbital es ORB. Tiene su sede en el área no incorporada de Dulles Loudoun County, Virginia, Estados Unidos.
Orbital Sciences desde su creación ha construido 569 vehículos de lanzamiento con 82 más que se entregarán en 2015. 174 satélites han sido construidos por la compañía desde 1982, con 24 más que se entregarán en 2015. Orbital tiene una participación del 40% del mercado de interceptor, el 55% de cuota de mercado pequeño satélite de comunicaciones, y una participación de 60% del pequeño mercado de vehículos de lanzamiento. La compañía se está expandiendo en el tamaño de los vehículos de lanzamiento y medianas del mercado satélites con el desarrollo del cohete Antares y la adquisición de la división de Información Dinámica satélite Advanced System General.
El 29 de abril de 2014, Orbital Sciences anunció que se fusionará con Alliant Techsystems para crear una nueva compañía llamada Orbital ATK, Inc. Orbital ATK tendrá su sede en la actual sede de Ciencias Orbitales en Dulles, Virginia.